# Uwe Kreimeier
Uwe Kreimeier (* 11. Dezember 1957 in Herford) ist ein deutscher Anästhesist, Notfallmediziner und Hochschullehrer an der Ludwig-Maximilians-Universität München.

## Werdegang
Kreimeier studierte 1977 bis 1983 Medizin an der Westfälischen Wilhelms-Universität Münster, an der er 1983 promoviert wurde, und absolvierte sein Praktisches Jahr an der Universität Wien (bei Otto Mayrhofer-Krammel) und am Klinikum Minden. 1983 begann er seine Facharztausbildung in Anästhesiologie am Klinikum Großhadern in München und 1984 bis 1991 am Universitätsklinikum Heidelberg.  1990 wurde er wissenschaftlicher Assistent am Institut für Chirurgische Forschung in Großhadern und 1991 (bei Konrad Meßmer) wissenschaftlicher Mitarbeiter am Institut für Anästhesiologie an der Ludwig-Maximilians-Universität München bei Klaus Peter und danach bei Bernhard Zwißler. 1995 habilitierte er sich dort, wurde 1996 Oberarzt an der Klinik für Anästhesiologie und 2002 außerordentlicher Professor. 2005 wurde er leitender Notarzt im Rettungsdienstbereich München und 2010 Ärztlicher Leiter des Rettungsdienstes (ÄLRD) in Bayern, was er sechs Jahre lang war. Seit 2010 ist er Direktor des Kurszentrums München an der Klinik für Anästhesiologie der Ludwig-Maximilians-Universität München (LMU). 
Er ist im Deutschen Rat für Wiederbelebung (German Resuscitation Council, GRC) und wurde 2018 in den Europäischen Rat für Wiederbelebung (European Resuscitation Council, ERC) gewählt. Im Rahmen der Tätigkeit für das ERC ist er für die Kongressorganisation zuständig.
2007 übernahm er die Schriftleitung der Zeitschrift Notfall + Rettungsmedizin (später mit Hans-Richard Arntz) und er ist im Herausgebergremium des Scandinavian Journal of Trauma, Resuscitation and Emergency Medicine. Er forschte unter anderem über die Wirkung hyperosmolare Lösungen bei Schock und Arterieller Hypotonie.
2013 erhielt er mit Hans-Richard Arntz vom Charité Campus Benjamin Franklin in Berlin den David Williams Award der Deutschen Gesellschaft für interdisziplinäre Notfall- und Akutmedizin (DGINA) für die langjährige Schriftleitung der Zeitschrift Notfall + Rettungsmedizin.

## Veröffentlichungen Schriften (Auswahl)
- mit Frank Christ und Konrad Meßmer: Primary Resuscitation from Trauma and Shock. The Concept of Small-volume Resuscitation using Hyperosmolar Solutions. Springer, 2001.
- mit Gustav Schelling und Klaus Peter: Ludwig-Maximilians-Universität München: Klinik für Anaesthesiologie. In: Jürgen Schüttler (Hrsg.): 50 Jahre Deutsche Gesellschaft für Anästhesiologie und Intensivmedizin. Tradition und Innovation. Unter Mitwirkung von Michael Goerig, Heike Petermann, Jochen Schulte am Esch und Wolfgang Schwarz. Springer-Verlag, Berlin 2003, ISBN 3-540-00057-7, S. 512–520.